# Roi blanc, dame rouge
Pour plus de détails, voir Fiche technique et Distribution.
Roi blanc, dame rouge (titre russe : Белый король, красная королева, translit. Biely korol, krasnaïa korolieva) est un film russe (en coproduction avec la France, l'Allemagne et la Suisse) réalisé par Sergueï Bodrov et sorti en 1992.

## Synopsis
Un groupe syndical russe se retrouve en Suisse. Ils ont du temps devant eux, mais pas d'argent à dépenser.

## Fiche technique
- titre original : Белый король, красная королева
- Titre anglais : White King, Red Queen
- Réalisation : Sergueï Bodrov
- Scénario : Ganna Oganissian-Sloutski, Sergueï Bodrov
- Production : Mosfilm
- Photographie : Fiodor Aranychev
- Musique : Isaac Schwartz
- Montage : Tatiana Egorytcheva, Alberto Yaccelini
- Durée : 81 minutes
- Dates de sortie: 
  - 1992 ( Russie)
  - 28 juillet 1993 ( France)
  - 11 septembre 1993 (Festival international du film de Toronto)

## Distribution
- Tatiana Vassilieva : Ekaterina
- André Dussollier : Alexei Goriounov
- Armen Djigarkhanian : Makeïev
- Vladimir Iline : Zoline
- Alexeï Jarkov : Sergueï Jirov
- Tatiana Kravtchenko : Irina Tichtchenko
- Zouc : la patronne de l'hôtel

## Distinctions
- 1993 : Meilleure musique pour Isaac Schwartz aux Nika Awards[2].